# Johannes van Bree

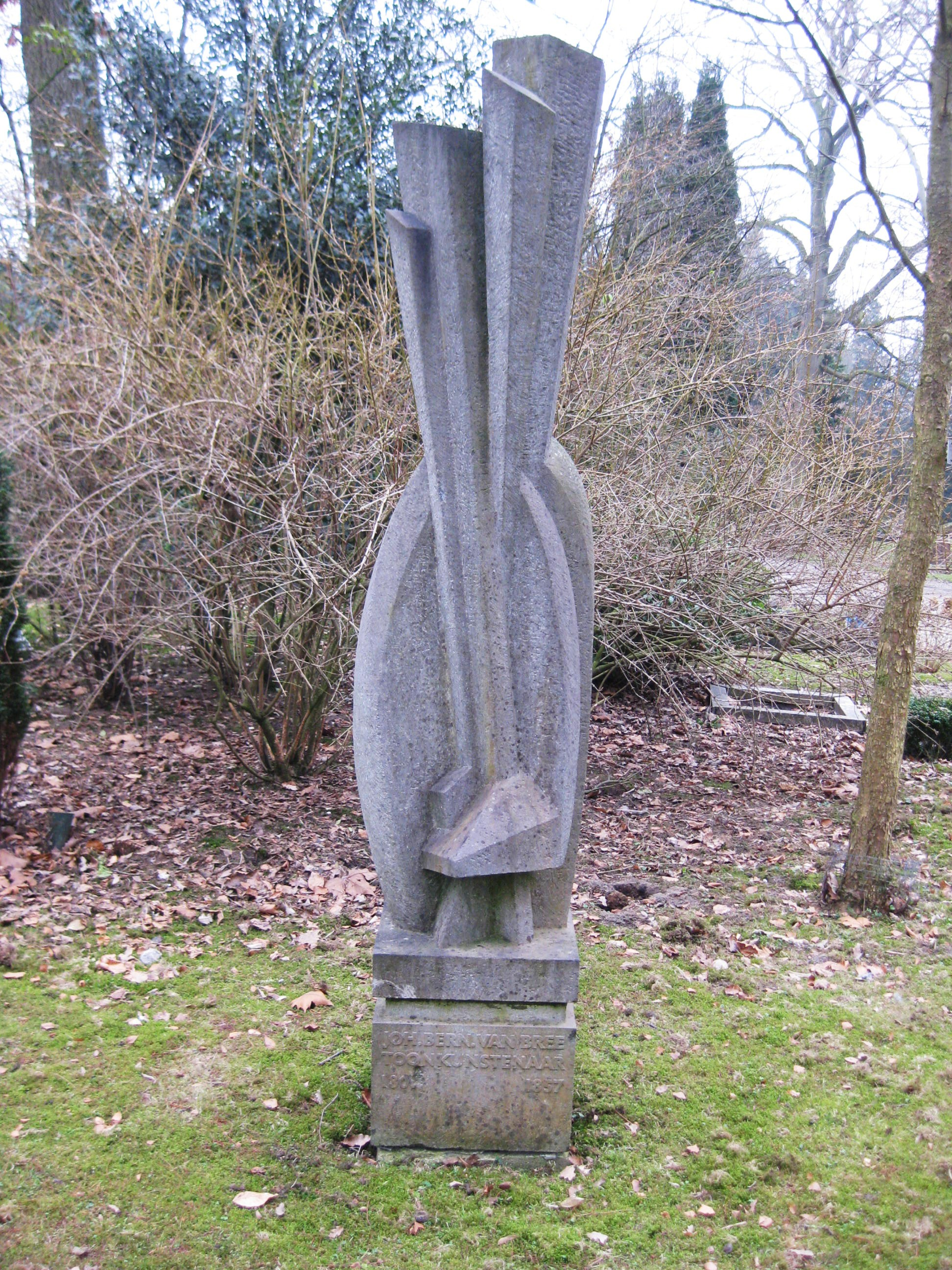
Grafmonument op De Nieuwe Oosterbegraafplaats

Johannes Bernardus van Bree (Amsterdam, 29 januari 1801 – aldaar, 14 februari 1857) was een Nederlands componist, violist en dirigent. Hij werd in zijn tijd beschouwd als de talentvolste toonkunstenaar in Nederland. Zijn belangrijkste openbare functies waren die van dirigent van de orkesten van Felix Meritis en Caecilia in Amsterdam.

## Achtergrond
Hij werd geboren in het gezin van muziekmeester Franciscus van Bree en Catharina Schoute. In 1827 trad hij in het huwelijk met Anna Maria Maaskamp, die echter 13 weken later stierf. In 1831 hertrouwde hij met Johanna Catharina Uitenbroek. Uit dat laatste huwelijk kwam in 1834 zoon Herman van Bree (H.J.J. van Bree) voort. Van Bree werd in 1840 opgenomen in het register van honoraire leden van de Academia di Santa Cecilia te Rome. In 1842 werd hij benoemd tot Ridder in de Orde van de Nederlandse Leeuw. Hij was tevens erelid van Felix Meritis. Hij was lid van de voormalige vierde klasse van het Koninklijk Nederlandsch Instituut. Zijn begrafenisstoet, georganiseerd door Pieter Wilhelm Dahmen trok vanaf Arti et Amicitiae, via de Singel, langs Felix Meritis naar Begraafplaats De Liefde. In 1957 werd hij herbegraven (De Liefde werd ontruimd) op De Nieuwe Ooster, waarbij op die plaats een jaar later het Grafmonument van Johannes van Bree van Atze Haytsma werd geplaatst.

## Biografie
Van Bree kreeg zijn eerste vioollessen van zijn vader. Rond 1812 vertrok het gezin naar Leeuwarden, waar vader Van Bree een betrekking als muziekmeester had aangenomen. De zoon hielp zijn vader als pianostemmer en begeleider van danslessen. Rond 1815 werd hij door baron Carel Æmilius Els Collot d'Escury aangesteld als muziekleraar van zijn kinderen bij hem thuis te Minnertsga bij Franeker. Daarnaast speelde hij enkele malen als vioolsolist te Leeuwarden.
In 1820 keerde Van Bree terug naar Amsterdam. Hij gaf daar viool- en pianolessen en trad op als solist. Intussen ontving hij theorieles van Jan George Bertelman. Hij werd violist in het orkest van de Fransche Schouwburg en korte tijd later in dat van Felix Meritis, waar hij al gauw optrad als plaatsvervangend concertmeester en als solist.
In 1828 richtte hij een zangvereniging op, waarvan hij dirigent werd. In 1830 nam hij de directiestaf over van Antoine Fodor bij Felix Meritis, destijds de belangrijkste concertinstelling van het land. Hij werd beroemd om zijn vaardigheid in het snel ontcijferen van partituren en het begeleiden van wispelturige solisten, een vaardigheid die hem goed te pas kwam bij deze instelling waar vrijwel geen ruimte was voor repeteren. Verschillende amateurorkesten kwamen ook onder zijn leiding, evenals de kerkkoren van de Franse kerk en de Mozes en Aäronkerk.
Zodoende werd hij de dominerende figuur in het Amsterdamse muziekleven, vooral toen hij na de fusering van zijn zangvereniging met het toonkunstkoor in 1836 ook nog de leiding kreeg over dat koor, waarmee hij ook verschillende muziekfeesten leidde. In 1840 werd Van Bree dirigent van de stadsschouwburg, maar een jaar later werd de Nationale Opera opgeheven en legde hij zijn functie weer neer.
Samen met enkele anderen had hij toen echter de Maatschappij Caecilia opgericht (januari 1841), een beroepsorkest dat tweemaal per jaar een zorgvuldig voorbereid concert gaf, dat als hoogtepunt van het Nederlandse muziekleven werd gezien. Hier werden slechts orkestwerken uitgevoerd van grote meesters als Beethoven, Mendelssohn, Mozart, Weber, Louis Spohr en later ook Schumann.
In 1838 richtte Van Bree een strijkkwartet op, waarin hij primarius werd. Met dit kwartet maakte hij de kwartetten van Beethoven bekend. In 1848 leidde Van Bree de eerste complete uitvoering van de negende symfonie van Beethoven bij Felix Meritis. In 1853 was het de beurt aan de Missa Solemnis in de Mozes- en Aäronkerk. Hij dirigeerde in de jaren ’50 ook sporadisch wat oude muziek. Hij leidde tevens de eerste uitvoeringen in Nederland van de Symphonie fantastique van Berlioz (1855) en de Faust-ouverture van Wagner (1856).
In 1847 werd Van Bree lid van het bestuur van Toonkunst. In 1849/50 was hij er voorzitter van. In 1853 werd hij directeur van de muziekschool van Toonkunst. Hij gaf daar bovendien theorie, viool, piano en zang. Hij had herhaaldelijk met gezondheidsproblemen te kampen en in het najaar van 1856 moest hij al zijn werkzaamheden staken. Richard Hol volgde hem op bij Toonkunst, Bunte bij Caecilia, J.M. Coenen bij Felix Meritis, H.J.J. van Bree bij Mozes- en Aäron en Frans Coenen in de Amsterdamsche Quartetvereeniging.

## Componist
Van Bree wordt gezien als een van de prominentste Nederlandse componisten uit de eerste helft van de negentiende eeuw. Zijn werken werden met waardering genoemd in binnen- en buitenland. Ten tijde van de Belgische Opstand in 1830 schreef hij een aantal patriottische liederen die hem de titel 'nationaal componist' opleverden. Hoewel weinige van zijn composities de tand des tijds hebben doorstaan en zijn muziek na zijn dood snel in de vergetelheid is geraakt, schreef Van Bree verschillende ouvertures en symfonieën, een vioolconcert in E majeur, koorwerken (waaronder ook de Missa in As majeur uit 1834)), de opera's Sappho (1834, tekst Jacob van Lennep) en Le Bandit (1835), het zangspel Neem u in acht (1826), strijkkwartetten, pianowerken, en een curieus Allegro voor vier strijkkwartetten, dat in 1845 door leden van het Caeciliaorkest voor het eerst werd uitgevoerd en tegenwoordig weer geregeld op de orkestprogramma's staat. Zijn werken zijn deels op de Duitse school van Spohr en Mendelssohn, maar deels ook op de lichtere Franse stijl van Boïeldieu en Adam georiënteerd. Jasperina de Jong legde zijn Des visschers dochtertjen en Herinnering vast. Zijn Allegro werd op 30 augustus 2009 uitgevoerd tijdens de befaamde Proms-concerten.
- Bibliothèque nationale de France: cb13959187h (data)
- Biografisch Portaal: 08055008
- Gemeinsame Normdatei: 12494714X
- International Standard Name Identifier: 0000 0000 8366 8604
- Library of Congress Control Number: n83066229
- MusicBrainz: 7c8acf27-d7ea-4255-88ad-4b812c3d205b
- Nationale Bibliotheek van Tsjechië: mzk2010576443
- Nationale Bibliotheek van Israël: 987007284362405171
- Nederlandse Thesaurus van Auteursnamen: 07143190X
- Virtual International Authority File: 27258641
- WorldCat: E39PBJmxYrdmxDTrXBYbjwcF8C